# هوانغقانغ
هوانغقانغ (بالصينية: 黄冈市 )‏ هي مدينة على مستوى محافظة، في جمهورية الصين الشعبية، تتبع خوبي، تبلغ مساحتها 17,446 كيلومتر مربع، رمزها البريدي هو 438000.

## الموقع
تشترك في الحدود مع:
- شينيانج.

## مدن توأم
المدن التوأم:
- كيكيهار.

## التقسيمات الإدارية
- Huangzhou, Huanggang [الإنجليزية]‏
- Tuanfeng County [الإنجليزية]‏
- Hong'an County [الإنجليزية]‏
- Luotian County [الإنجليزية]‏
- Yingshan County, Hubei [الإنجليزية]‏
- Xishui County, Hubei [الإنجليزية]‏
- Qichun County [الإنجليزية]‏
- Huangmei County [الإنجليزية]‏
- ماتشنغ  [لغات أخرى]‏
- وشيوي  [لغات أخرى]‏.